# Lanová dráha Slovenská – Imperial

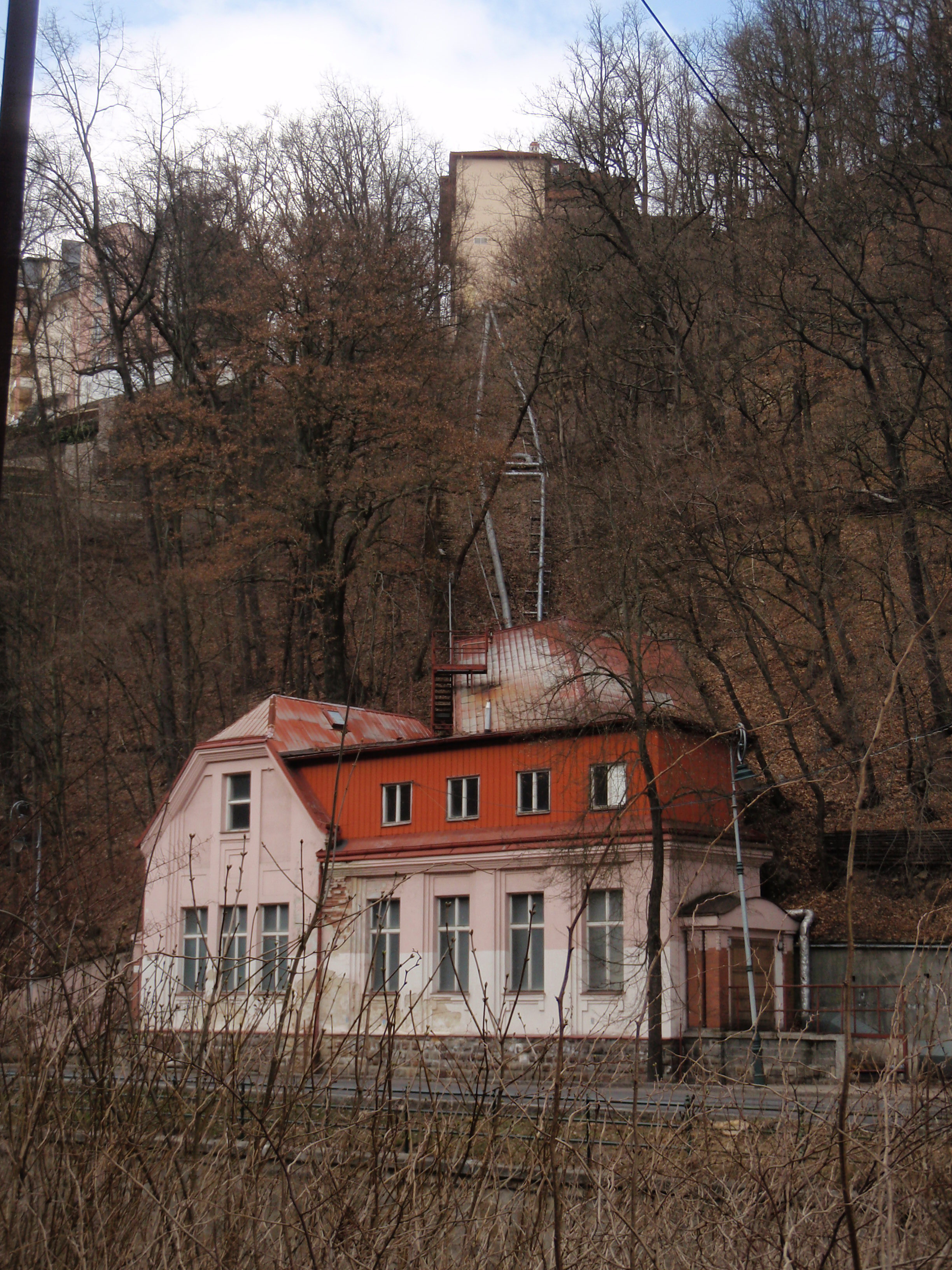
Dolní stanice a zachované těleso lanovky s potrubím (2011)

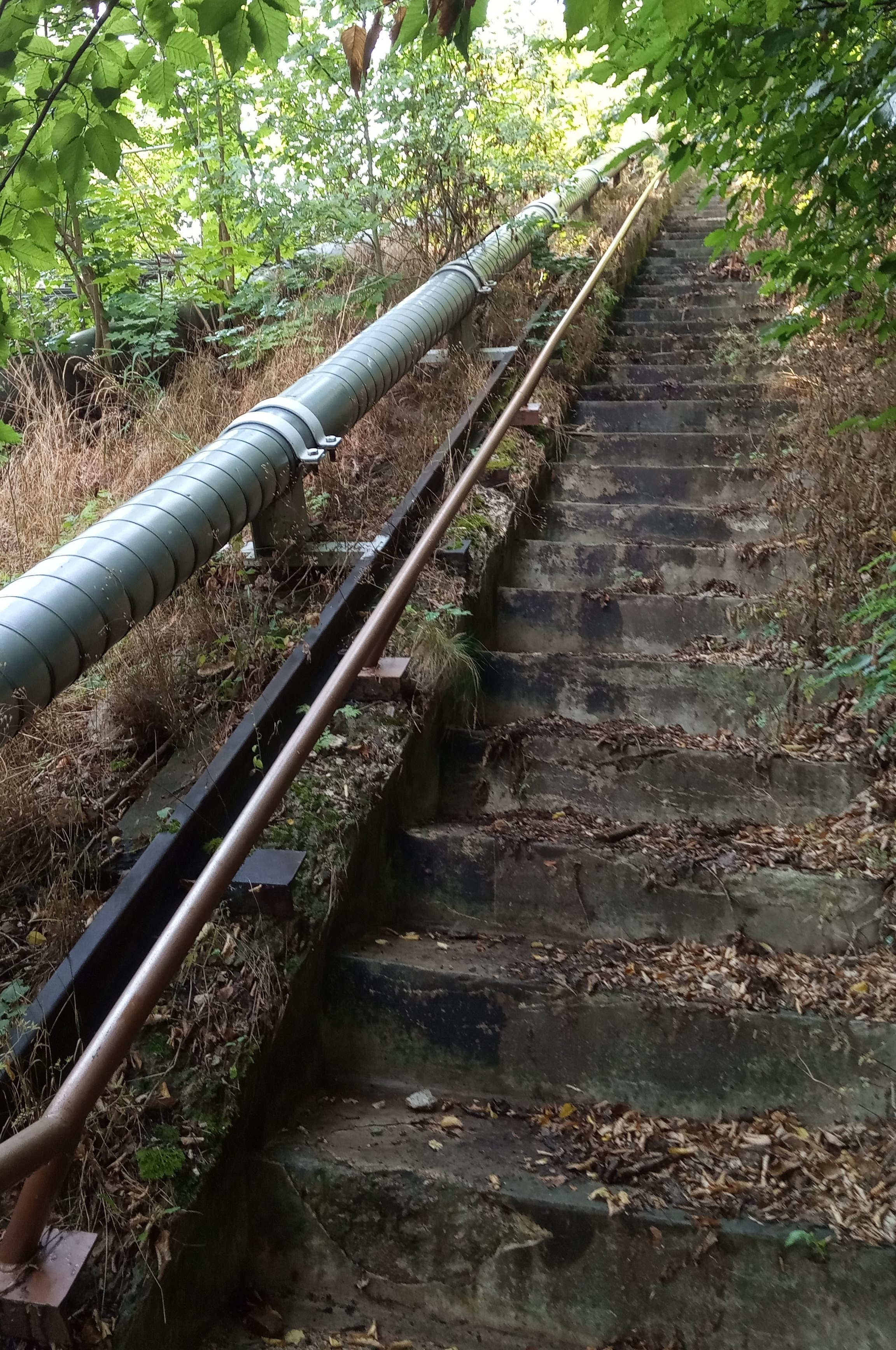
Zbytky kolejí lanové dráhy

Lanová dráha Slovenská (Mariánskolázeňská) – hotel Imperial byla druhá z trojice pozemních lanových drah v Karlových Varech postavených začátkem 20. století. Byla nejstrmější českou pozemní lanovkou. Vedla k hotelu Imperial z druhé strany kopce než podzemní lanovka z Divadelního náměstí, která slouží dosud.

## Historie

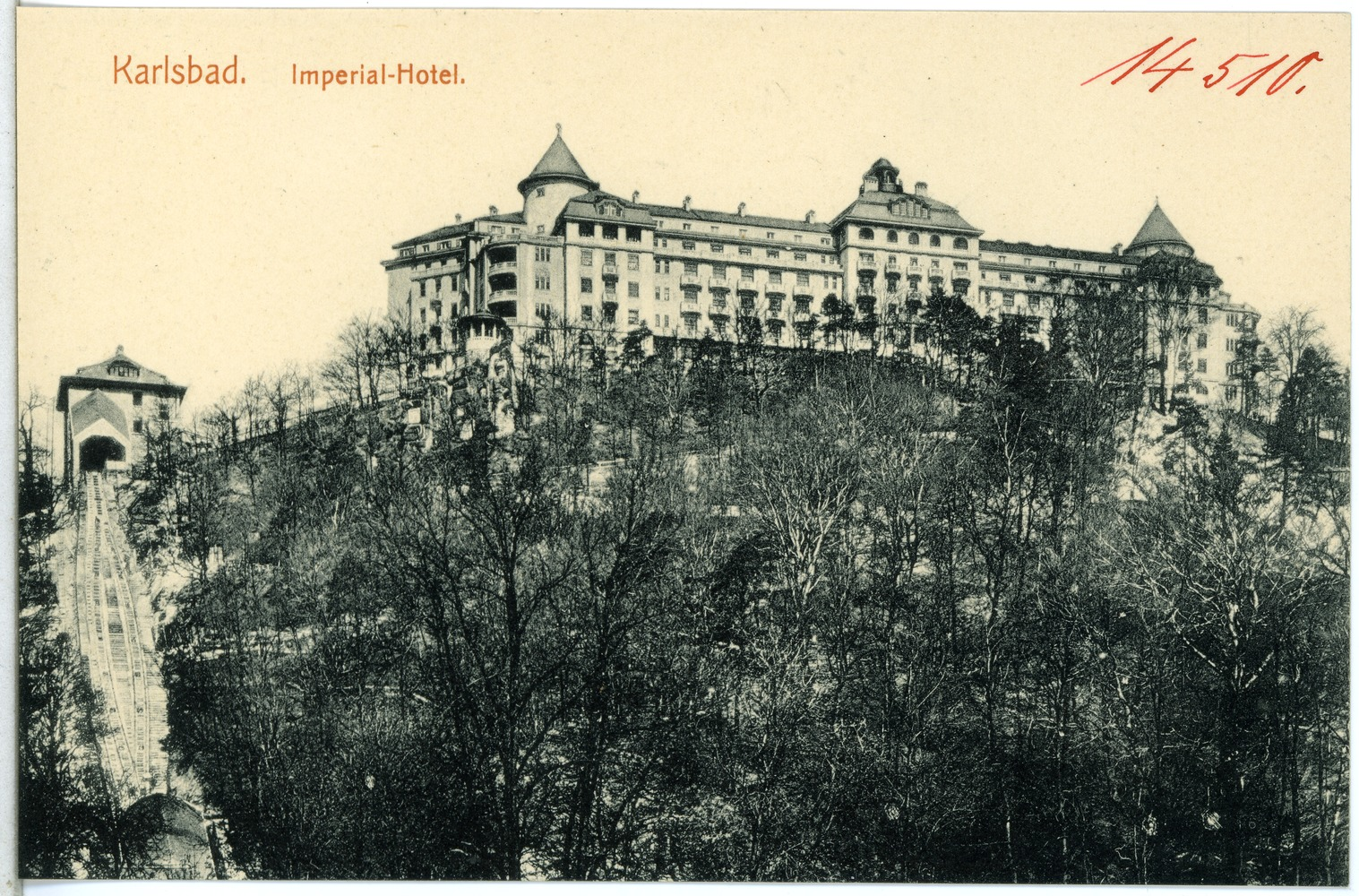
Hotel Imperial s lanovkou (1912)

Lanovka byla budována současně s hotelem Imperial, zprovozněna byla 15. června 1912, pět let po zahájení provozu tunelové lanovky, a provozovatelem byl rovněž soukromý podnik Karlovarské elektrické lanové dráhy Westbury. Mezi válkami ji vlastnila a provozovala společnost Helenin dvůr – hotel Imperial, po válce Sdružený komunální podnik města Karlových Var (respektive město). Dráha byla tehdy ve špatném stavu (zřejmě nejhorším ze všech karlovarských lanovek), proto byly provedeny nutné opravy. V roce 1954 převzal lanovku nově vzniklý Dopravní podnik města Karlových Varů. V letech 1955–1957 byla lanová dráha ze Slovenské ulice nejvytíženější, protože zastupovala rekonstruovanou tunelovou lanovku. Roku 1959 byl ale její provoz zastaven z důvodu technické závady. Vzhledem k faktu, že nebyla příliš využívána a oprava by byla nákladná, rozhodlo město o jejím zrušení. V letech 1960–1961 byly odstraněny vozy a strojní zařízení, zatímco drážní těleso, koleje, kladky, torza lan, schůdky pro obsluhu a obě staniční budovy zůstaly zachovány dosud (se zazděnými otvory pro vjezd vozu). Po tělese dráhy je nyní vedeno vodovodní potrubí, obě stanice jsou využívány k jiným účelům. Několikrát se uvažovalo o obnově lanovky, ale nikdy tyto úvahy nespěly k přípravě.

## Technické řešení

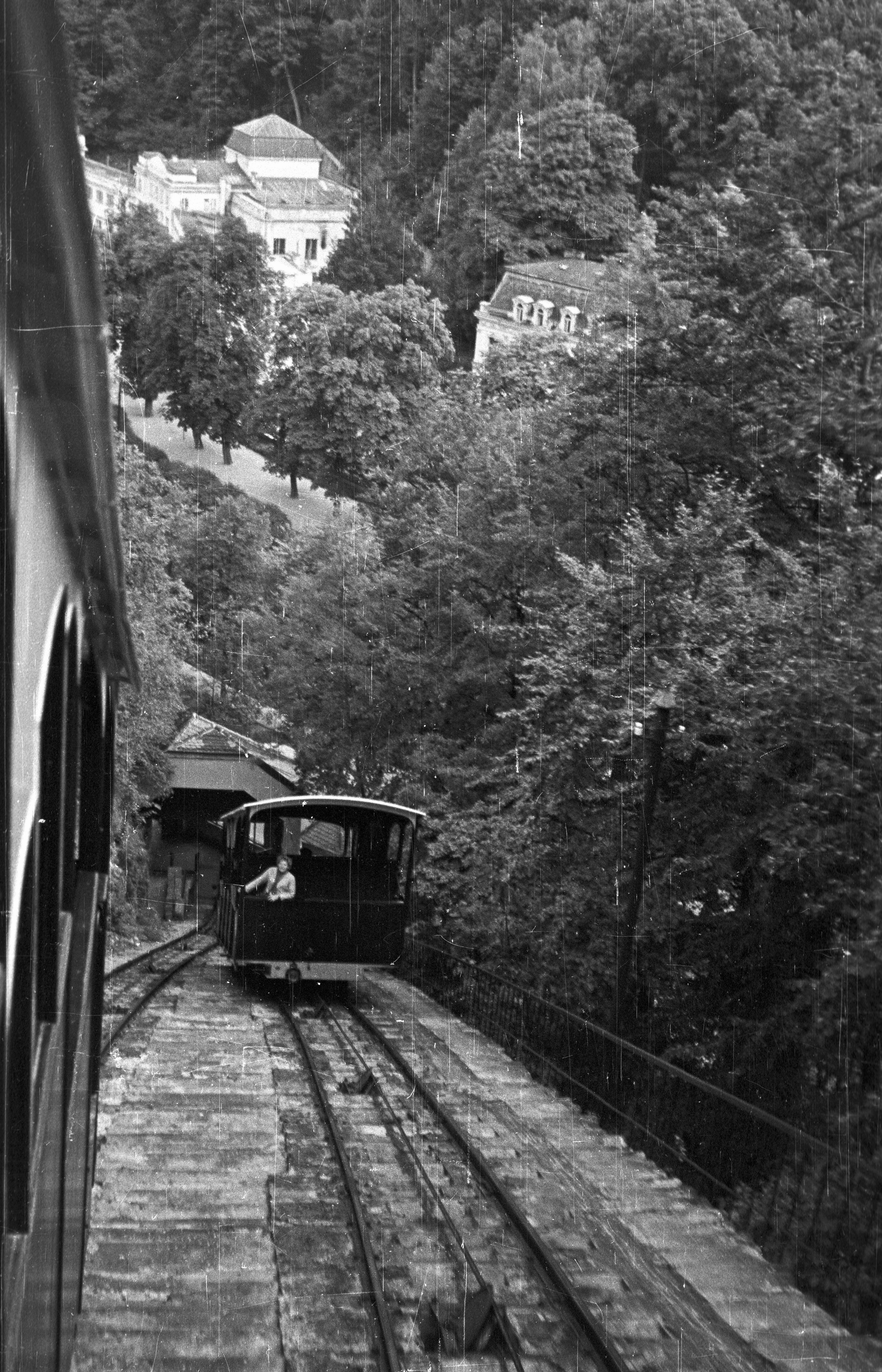
Lanová dráha ze Slovenské ulice v roce 1956

Stejně jako u ostatních karlovarských lanovek, rozchod koleje činil 1000 mm, dráha byla jednokolejná s výhybnou uprostřed a od počátku měla elektrický pohon. Tato lanovka byla povrchová, vedená po betonovém náspu. Její šikmá (skutečná) délka byla 126 metrů, vodorovná délka 110 metrů, převýšení 60 metrů (Slovenská ul. 388 m n. m., hotel Imperial 448 m n. m.), maximální sklon 575 ‰ (průměrný sklon 499 ‰). Byla tedy z karlovarských lanovek nejkratší a nejstrmější (a zároveň nejstrmější na území dnešního Česka). Dodavatelem byla švýcarská firma Gesselschaft der L. von Rolleschen Eisenwerke z Gerlafingenu. Vozy byly dřevěné, se čtyřmi odděleními (dvě uzavřená a dvě otevřená), širší než na první lanovce, měly kapacitu 40 sedících osob a dveře jen po jedné straně. Strojovna byla umístěna v horní stanici. Maximální rychlost činila 2 m/s.